# 홍종억
홍종억(洪鍾檍, 1850년 음력 11월 12일 ~ 1919년 양력 10월 22일)은 대한제국 말기 의병 재판에 참가한 법조인이며 일제강점기에는 조선총독부 중추원 찬의를 지냈다. 본적은 경성부 중서(中署) 장통방(長通坊) 염동(鹽洞)이다.

## 생애
1887년 홍문관의 부교리를 맡은 것을 시작으로 사간원, 사헌부, 홍문관 등지에서 수년간 일하다가 1894년 법부아문 참의에 임명된 것을 계기로 사법기관에서 근무하기 시작했다. 1895년 고등재판소 판사, 이듬해 한성재판소 판사를 지냈고, 1902년부터 여러차례에 걸쳐 평리원 검사를 지냈다.
1906년 일단 관직에서 물러났다가 1907년 평리원 검사와 재판장으로 재기용되어 의병 재판을 담당하였다. 1910년 한일 병합 조약이 체결된 후 조선총독부의 자문 기관으로 설립된 중추원의 찬의직에 임명되었으며, 일본 정부로부터 1912년 한국병합기념장을, 1915년에는 다이쇼대례기념장을 각각 받았다.

## 의병 재판
홍종억은 평리원 재판장으로서 총 28건의 의병 재판에 참여했다. 이 가운데 징역형 또는 유형 5년 이상의 선고가 내려졌고 대한민국 국가보훈처가 해당 의병장에게 훈장을 추서한 주요 판결은 다음과 같다.
| 선고 날짜        | 의병장 이름          | 주활동 지역           | 국가보훈처 서훈 내역        | 판결                  |
| ---------------- | -------------------- | --------------------- | --------------------------- | --------------------- |
| 1907년 10월 24일 | 김득수               | 충청남도              | 건국훈장 애족장             | 유형 7년              |
| 1907년 11월 30일 | 오인택               | 서울,경기도           | 건국훈장 애국장             | 유형 10년             |
| 1908년 1월 21일  | 장경춘               | 충청북도              | 건국포장                    | 유형 15년             |
| 1908년 3월 13일  | 김봉기               | 경기도 광주,용인,양근 | 건국훈장 애국장             | 교수형                |
| 1908년 4월 3일   | 임응서               | 경기도                | 건국훈장 애국장             | 종신 유형             |
| 1908년 5월 22일  | 김경선               | 경기도                | 건국훈장 애족장             | 유형 10년             |
| 1908년 5월 22일  | 이연년               | 경기도                | 건국포장                    | 유형 10년             |
| 1908년 5월 29일  | 박경채               | 경기도                | 건국훈장 애족장             | 유형 10년             |
| 1908년 5월 29일  | 정철화               | 경기도                | 건국훈장 독립장             | 유형 15년             |
| 1908년 6월 8일   | 박순길               | 경기도 포천           | 건국훈장 애국장             | 유형 10년             |
| 1908년 7월 31일  | 정시항,김성구,손명선 | 충청북도              | 건국훈장 애족장 (정시항) 등 | 유형 15년 (정시항) 등 |

이후 대심원 검사로 자리를 옮겨 총 15건의 의병 재판에 참가했다. 중형 선고가 확정된 재판은 다음과 같다.
| 선고 날짜        | 의병장 이름 | 주활동 지역                | 국가보훈처 서훈 내역 | 판결             |
| ---------------- | ----------- | -------------------------- | -------------------- | ---------------- |
| 1908년 10월 2일  | 이덕현      | 경기도 양주                | 건국훈장 애족장      | 유형 7년 확정    |
| 1908년 11월 25일 | 정영진      | 전라남도                   | 건국포장             | 유형 5년 확정    |
| 1909년 1월 13일  | 김순오      | 전남 창평                  | 건국훈장 애족장      | 징역 5년형 확정  |
| 1909년 1월 21일  | 임사유      | 충남 여산, 전북 함열,용안  | 건국훈장 애족장      | 징역 10년형 확정 |
| 1909년 4월 27일  | 오상원      | 함경도, 러시아령           | 건국훈장 독립장      | 교수형 확정      |
| 1909년 6월 5일   | 김현국      | 강원도 횡성                | 건국훈장 애국장      | 교수형 확정      |
| 1909년 6월 5일   | 유지명      | 전북 고산, 충남 은진       | 건국훈장 국민장      | 교수형 확정      |
| 1910년 1월 10일  | 정용대      | 경기도 적성,양주           | 건국훈장 국민장      | 교수형 확정      |
| 1910년 2월 15일  | 김영준      | 강원도, 황해도, 함경남도   | 건국훈장 애국장      | 교수형 확정      |
| 1910년 2월 22일  | 박도경      | 전라남도                   | 건국훈장 국민장      | 교수형 확정      |
| 1910년 2월 24일  | 이교영      | 강원도, 충청북도, 경상북도 | 건국훈장 독립장      | 교수형 확정      |
| 1910년 3월 2일   | 김공삼      | 전라남북도                 | 건국훈장 애국장      | 교수형 확정      |
| 1910년 4월 7일   | 김영백      | 전라남도                   | 건국훈장 국민장      | 교수형 확정      |
| 1910년 4월 22일  | 이원오      | 전라남도                   | 건국훈장 애국장      | 교수형 확정      |

## 사후
2002년 발표된 친일파 708인 명단과 2008년 공개된 민족문제연구소의 친일인명사전 수록예정자 명단에 모두 포함되었다. 2006년 친일반민족행위진상규명위원회가 발표한 친일반민족행위 106인 명단에도 의병 재판의 재판장으로서 의병 항쟁을 탄압한 행적이 적시되어 포함되어 있다.

## 같이 보기
- 조선총독부 중추원

## 참고자료
- 친일반민족행위진상규명위원회 (2006년 12월). 〈홍종억〉 (PDF). 《2006년도 조사보고서 II - 친일반민족행위결정이유서》. 서울. 492~519쪽쪽. 발간등록번호 11-1560010-0000002-10. [깨진 링크(과거 내용 찾기)]